# Greezed Lightnin' (Kentucky Kingdom)
Greezed Lightnin'  (eerder Tidal Wave en Viper) was een stalen lanceerachtbaan in attractiepark Six Flags Kentucky Kingdom. De achtbaan had 1 looping welke door het shuttlemodel twee keer werd genomen. De achtbaan ging van 0 tot 92 km/u in slechts 6 seconden. Hierna volgde een looping en vervolgens kwam men weer terug in diezelfde looping.
De achtbaan is in 2013 afgebroken om plaats te maken voor Lightning Run. 